# أنخيل لوبيز خيمينيز
أنخيل لوبيز خيمينيز (بالإسبانية: Ángel López Jiménez)‏ هو عالم فلك إسباني، ولد في 1955 في طليطلة في إسبانيا.